# Dave Fairbank
David „Dave“ William Fairbank (* 19. Dezember 1954 in Sacramento, Kalifornien) ist ein ehemaliger Schwimmer aus den Vereinigten Staaten.

## Karriere
Dave Fairbank schwamm für die Rio Americano High School.
Bei den Olympischen Spielen 1972 in München stellte die 4-mal-100-Meter-Freistilstaffel in der Besetzung Dave Fairbank, Gary Conelly, Jerry Heidenreich und Dave Edgar im Vorlauf in 3:28,84 Minuten einen neuen Weltrekord auf. Sechs Stunden später verbesserten Dave Edgar, John Murphy, Jerry Heidenreich und Mark Spitz im Endlauf den Weltrekord auf 3:26,42 Minuten. Schwimmer, die nur im Staffelvorlauf eingesetzt wurden, erhielten bis 1980 keine Medaille. Eine Woche später qualifizierte sich die 4-mal-100-Meter-Lagenstaffel mit Mitchell Ivey, John Hencken, Gary Hall und Gary Conelly in 3:51,98 Minuten als Vorlaufschnellste für das Finale. Im Endlauf schwammen Mike Stamm, Tom Bruce, Mark Spitz und Jerry Heidenreich in 3:48,16 Minuten neuen Weltrekord.